# East Dart River
East Dart River är ett vattendrag i Storbritannien.   Det ligger i grevskapet Devon och riksdelen England, i den södra delen av landet, 290 km väster om huvudstaden London.